# Хронология истории Терского города
Хронология истории Терского города — хронологический список основных исторических событий, связанных с несколькими последовательно построенными на Северном Кавказе русскими поселениями-крепостями (острогами), именовавшимися как «Терский город» (старорусск. Терка, Терки, Терек). Охватывает период около полутораста лет истории существования этих укреплений — c середины XVI до начала XVIII веков.
Изначально Терские остроги строились Русским царством на реке Терек (старорусск. Терка) в районе устья Сунжи (старорусск. Сунша), а позднее в дельте Терека на его протоке Тюменке, где собственно и сформировался значимый город Астраханского края, являвшийся важным военно-стратегическим пунктом на южных границах Русского царства/Российской империи.

## На Тереке в устье Сунжи
Согласно дореволюционному историку и археографу С. А. Белокурову, с которым соглашаются и советские кавказоведы (например, д.и.н. Е. Н. Кушева), первые два острога, именовавшиеся «Терскими», построены были на Тереке в устье Сунжи и существовали последовательно — один, а позднее, на том же месте, — второй (условно названы в данной статье Терки 1 и Терки 2). После постройки ещё одного укрепления, уже в другом месте — в дельте Терека, и также именуемого «Терским» (условно назван в данной статье Терки 3), все возведённые в последующие годы в устье Сунжи на месте Терки 1 и Терки 2 поселения-крепости принято называть «Сунженскими острогами» (старорусск. Сунша, Суншино городище, Суншино городище где стоял город на Терке).

### Терки 1
| Долина Терека Даты и события | Долина Терека Даты и события | Иран — Турция и Крым — Россия Общеполитическая ситуация |
|                              | — воевода и посол в Кабарду (старорусск. Черкасская земля) Григорий Семёнович Плещеев и стрелецкий голова Григорий Врасский. | |
| 1565 г.                      | — в сентябре на помощь князю кабардинцев (старорусск. пятигорские черкасы) Темрюку Идаровичу, русским царём Иваном IV было отправлено два военных отряда: 1. Дети боярские муромцы и мещеряне, а также «все казаки Рязанской украйны» (воевода князь Иван Дмитриевич Дашков); 2. Черкасские казаки и стрельцы (воевода Матвей Иванович Ржевский/«Дьяк»). — в декабре в Крымское ханство пришло не совсем понятное современным исследователям известие, что «государь… на Тереке город ставит» — возможно, это был лишь слух, вызванный приходом в Астрахань военного отряда Ивана Дашкова.                           | — на Кабарду периодически совершали набеги крымские татары; часть кабардинцев в союзе с Кахетией (старорусск. Иверская земля) «бьют челом» о подданстве Ивану IV. — Кабарда враждует с Тарковским шамхальством (старорусск. Шевкалы, Шевкальская земля), Москва активно поддерживает пятигорских черкас (поход Черемисинова в 1560 г.). — в междукняжескую борьбу в Кабарде вмешался мурза Малой ногайской орды Казый Ураков, поддерживая крымско-турецко ориентированную партию князя Пшеапшоки Кайтукина. — правительство Ивана IV вмешалось во внутренние дела Кабарды, содействуя партии Темрюка Идаровича, желающего союза с Русским царством (поход Плещеева и Врасского в 1562—1563 гг., поход Дашкова и Ржевского в 1566 г. и др.). — через кабардинскую территорию Москва осуществляла контакты со своим новым союзником в Закавказье — единоверной Кахетией.                                                     |
| 1566 г.                      | — с июня по август русские отряды воевод Ивана Дашкова и Матвея Ржевского воевали в Кабарде на стороне партии Темрюка Идаровича, против кабардинцев под объединением князя Пшеапшоки Кайтукина: «Шапшуковы кабаки [селения] з братьею многие воевали и полону и животов имали много». — в декабре Темрюк Идарович через своего сына Мазлова/Матлова, отправленного посланцем в Москву, просил Ивана IV поставить крепость «на Терке реке усть Сююичи реки [в устье Сунжи]» «для брежениа от недругов его». | — на Кабарду периодически совершали набеги крымские татары; часть кабардинцев в союзе с Кахетией (старорусск. Иверская земля) «бьют челом» о подданстве Ивану IV. — Кабарда враждует с Тарковским шамхальством (старорусск. Шевкалы, Шевкальская земля), Москва активно поддерживает пятигорских черкас (поход Черемисинова в 1560 г.). — в междукняжескую борьбу в Кабарде вмешался мурза Малой ногайской орды Казый Ураков, поддерживая крымско-турецко ориентированную партию князя Пшеапшоки Кайтукина. — правительство Ивана IV вмешалось во внутренние дела Кабарды, содействуя партии Темрюка Идаровича, желающего союза с Русским царством (поход Плещеева и Врасского в 1562—1563 гг., поход Дашкова и Ржевского в 1566 г. и др.). — через кабардинскую территорию Москва осуществляла контакты со своим новым союзником в Закавказье — единоверной Кахетией.                                                     |
| 1567 г.                      | — 2 февраля из Москвы «отпустил царь» Иван IV князя пятигорских черкас Мазлова Темрюковича, и, согласно просьбе его отца, послал с ним «для городового дела» воевод: князя Андрея Семёновича Бабичева и Петра Протасьева, которым «велел на Терке-реке Темрюку-князю по его челобитью город поставить». Отряд шёл по Волге (и Каспию?) на судах «со многими людьми, да и наряд, пушки и пищали». — на Тереке, в районе впадения в него реки Сунжи, русским отрядом был построен острог (согласно русским источникам, это была территория Кабарды). По крымским свидетельствам, было прислано людей «тысячи две-три». | — тесные связи Русского царства и Кабарды, а также строительство русскими острога на Северном Кавказе вынудили Тарковское шамхальство искать с ними союза, и в 1567 г. от шамхала было прислано в Москву посольство. Тюменский князь Токлуй сообщал в Крымское ханство, будто шамхал бил челом Ивану IV, «что хочет быти в его воле». |
| 1571 г. —1572 г.             | — Терский острог был оставлен под давлением Османской империи. Однако ситуация от этого не изменилась — на этом месте продолжали селиться казаки. По сообщению дореволюционного историка В. А. Потто, «… место, где она [Терская крепость] стояла, продолжало служить постоянным притоном бродяг и удальцов, селившихся здесь без ведома царя и занимавшихся разбоями. Впоследствии они испросили себе прощение Ивана Грозного и, присоединившись к Терскому казачьему войску, обязались охранять наши пограничные владения».                                                                                        | — по решению боярской думы из Москвы была отправлена грамота от Ивана IV к турецкому султану Селиму II, в которой русский царь писал, что показал «братцкие любви знамя», велел снести город «с Терки реки из Кабардинской земли», вывести из него людей в Астрахань и «отперети дорогу» «всяким проезжим людям» (10 февраля 1571 г. отправлен гонец А. Ищеин-Кузминский). — крымский хан Девлет I Герай осуществил свой знаменитый поход, закончившийся сожжением Москвы (май 1571 г. — до приезда посла А. Ищеина-Кузминского в Константинополь). Иван IV формально согласился на сдачу Астрахани, однако, оправившись от поражения, начал вести переговоры о том, чтобы хан «прошенье о Казани и Астрахани оставил». — в битве при Молодях русские наносят сокрушительное поражение крымскому войску (кон. июля — нач. августа 1572 г.). Сражение кардинально изменило политическую ситуацию в пользу Русского царства. |
| 1571 г. —1578 г.             | — пятигорские черкасы теперь «служат крымскому царю». — мурза Малой ногайской орды Казый Ураков совершил набег на Кабарду. Известно, что крымский хан Девлет I Герай осуждал своего номинального подданного Казыя за этот набег. — в какой-то период пятигорские черкасы отказались платить ясак крымскому хану, ссылаясь на разорение от мурзы Казыя. — весной 1577 г. Малые ногаи предприняли ещё один набег на Кабарду, во время которого погиб мурза орды Казый; хан Девлет I Герай о Кызые «добре кручинился».                                                                                                  | — после сноса Терского острога связи между Русским царством и народами Северного Кавказа, вероятно прервались. Сведения о событиях в этом регионе доходят в Москву теперь косвенно (например, через отправленного в Крым в 1574 г. посла Иван Мясоедова). |

### Терки 2
| Долина Терека Даты и события | Долина Терека Даты и события | Иран — Турция и Крым — Россия Общеполитическая ситуация |
| 1577 г. —1578 г.             | — весной 1578 г. в Москву из Кабарды прибыло большое посольство во главе с князь-валием Камбулатом Идаровичем Черкасским он бил челом от всех кабардинцев и просил поставить город «на Терке реке, на усть Сунцы-реки [в устье Сунжи]», для обороны «от крымского царя и от иных недругов их». После шертования послов, Камбулату Идаровичу была дана жалованная грамота. — на Терек был послан воеводою Лука Захарьевич Новосильцев «со многими людьми и с вогненным боем», а также с плотниками. В устье Сунжи русскими повторно построен острог, гарнизон составили стрельцы и городовые казаки. — старшинство Терского казачьего войска. — осенью 1578 г. через Терек проходил в Ширван (на подмогу турецким войскам) с 15-тысячным конным войском крымский калга Адиль Герай, который вынужден был просить у терского воеводы Луки Новосильцева возможности транзита через контролируемую русскими область: чтобы «Сеунчю реку [Сунжу] от терских казаков перелести здорово». — в иранских владениях крымское войско было разбито, а Адиль-Герай убит; когда крымцы возвращались домой, Лука Новосильцев напал на остатки их войска, побил «на голову» и захватил лошадей. | — в 1577 г. (или 1578) состоялось столкновение между Большой ногайской ордой и войсками шамхальства в союзе с Тюменским владением. — в 1578 г. воспользовавшись феодальными распрями в Сефевидском Иране (шахиншах Мохаммад I Худабенде), против него выступила Османская Турция (султан Мурад III)], положив начало Ирано-турецкой войне 1578—1590 гг. Весной 100-тысячная армия Мустафы-паши двинулась в Восточную Грузию и Восточную Армению, после чего в Северный Азербайджан, где заняла Ширван с городами Шемаха и Дербент (правителем области был назначен Осман-паша). |
| 1579 г.                      | — острог снова был оставлен. | — турецкая армия, совместно с войском крымского хана, захватила весь Азербайджан с городом Тебризом, а также Западный Иран. |

## В дельте Терека на Тюменке

### Терки 3
Первое поселение-крепость в дельте Терека, условно названное в данной статье Терки 3, кроме как «Терским городом», также именовалось Тюменским новым городом и Тюменским острогом на Терке. Вероятно, это название пошло от реки Тюменки, и/либо, от наименования ранее существовавшего здесь города Тюмени.
| Долина Терека Даты и события | Долина Терека Даты и события | Иран — Турция и Крым — Россия Общеполитическая ситуация |
| до 1586 г.                   | — правительство Фёдора I Иоанновича приняло решение о возобновлении крепости на Тереке, чему способствовал ряд причин: 1. Желание закрыть проход в Закавказье союзным Турции войскам и посольствам; 2. Предупреждение строительства султаном здесь своих крепостей; 3. Создание затруднений для возможности нового крымско-турецкого похода на Астрахань.   | — в 1586 г. возобновились сношения Русского государства с Кахетией, в 1587 г. кахетинский царь Александр II принял русское подданство.                                          |
| 1586 г.                      | — в сентябре в Астрахань, после некоторого перерыва, прибыло посольство из Кахетии. Его целью, как и нескольких последовавших за ним кахетинских посольств, был вопрос о постройке русской крепости на Тереке, чтобы держать там «многих людей» и перекрыть «от бесермен [то есть иноверцев]» дорогу на Грузинскую землю.                                   | — в 1586 г. возобновились сношения Русского государства с Кахетией, в 1587 г. кахетинский царь Александр II принял русское подданство.                                          |
| 1588 г. —1589 г.             | — в дельте Терека на его протоке — реке Тюменке, воеводами М. Бурцевым и И. П. Протасьевым (прозв. «Келарь») был основан острог. Оy был деревянным, снабжён «нарядом [пушками]», основной силой гарнизона были стрельцы c «огненным боем [вероятно, пищалями]». — первым воеводой в Терки в 1589 г. был назначен князь А. И. Хворостинин (прозв. «Старко»). | — в период правления царя Фёдора I Иоанновича |
|                              | | — в 1590-е гг. в титул русского царя внесено добавление: «государь Иверские земли карталинских и грузинских царей и Кабардинские земли черкасских и горских князей… государь…». |
| 1634 г.                      | — в Терки с выражением верноподданнических чувств приезжали князья: темиргоевец Безрук Канмурзин и абазин Мурза Отлепшукин Левов/Лоов. | — период правления царя Михаила Фёдоровича |

### Терки 4
| Долина Терека Даты и события | Долина Терека Даты и события | Иран — Турция и Крым — Россия Общеполитическая ситуация |
|                              |                              |                                                         |
|                              |                              |                                                         |

| Терский город | Терский город | Северный Кавказ | Русское государство |
| 1669 г.       | — из-за «потопления города морскою водою» Терки были перенесены на другой участок дельты Терека, неподалёку от старого местоположения. |                 |                     |
| 1708 г.       | — Терки разграблены и сожжены в результате неожиданного набега кубанских татар. Во время этого нападения городу был нанесён огромный ущерб, после которого он уже не смог восстановиться. Как сообщал терский священник Ф. Яковлев: «За полтора часу до свету пришли на город Терек неприятельские люди и город Терек — жильё всё и церкви выжгли и разорили и всякую церковную утварь, ризы и книги, всё побрали без остатку… московских стрельцов жён и детей, неприятельские люди многих побрали в плен, а которые остальные ушли было в Кремль, и те стрелецкие жёны и дети многие з голоду померли… а достальные уехали в Астрахань.» (Из челобитной Ф. Яковлева к митрополиту с просьбой о переводе его в другое место). |                 |                     |

### Терки 5
| Долина Терека Даты и события | Долина Терека Даты и события | Иран — Турция и Крым — Россия Общеполитическая ситуация |
|                              |                              |                                                         |
|                              |                              |                                                         |